# Pasquale Masciantonio
Pasquale Masciantonio (Casoli, 20 agosto 1869 – Roma, 7 febbraio 1923) è stato un politico italiano.

## Biografia
Secondo dei dieci figli di Raffaele Masciantonio, ricco possidente terriero, e di sua moglie Concetta Di Benedetto, nacque nel 1869 nel castello ducale di Casoli. Frequentò il liceo classico e la facoltà di giurisprudenza a Napoli, dove conseguì la laurea nel 1891.
Nel capoluogo campano ebbe anche modo di conoscere il corregionale Gabriele D'Annunzio, al quale rimarrà sempre legato da un sentimento di profonda amicizia. Fu anche in rapporto con gli altri maggiori artisti abruzzesi del tempo (Francesco Paolo Michetti, Edoardo Scarfoglio, Francesco Paolo Tosti, Costantino Barbella, Filippo De Titta) che furono spesso suoi ospiti nel castello di Casoli.
Divenuto avvocato, Masciantonio ebbe uno studio legale a Casoli e uno in via del Babuino a Roma.
Nel maggio del 1895, a soli ventisei anni, fu eletto sindaco di Casoli. Si dimise dalla carica nel 1899 per partecipare alle elezioni per la Camera dei deputati, candidandosi nel collegio uninominale di Gessopalena contro l'uscente Gian Tommaso Tozzi: vinse al ballottaggio del 22 luglio e risultò essere il più giovane degli eletti della legislatura. Fu confermato nelle elezioni del 1904, del 1909, del 1913, del 1919 e del 1921.
Da parlamentare, il suo principale impegno fu quello di promuovere la realizzazione della ferrovia Sangritana, destinata a congiungere la linea adriatica con la Sulmona-Isernia. Il primo tronco della ferrovia fu inaugurato nel 1912.
Allo scoppio della prima guerra mondiale, Masciantonio fu tra i contrari all'intervento italiano nel conflitto. La sua posizione, lo portò ad allontanarsi da d'Annunzio, che era tra i più convinti interventisti.
Dopo la guerra, nel 1919 Francesco Saverio Nitti decise di affidargli un ruolo nel governo che era stato incaricato di formare: Masciantonio fu sottosegretario di Stato al ministero delle poste e dei telegrafi e il 14 marzo 1920 passò al ministero delle finanze.
Ammalatosi agli inizi del 1923, morì di broncopolmonite a Roma il 7 febbraio dello stesso anno.